# Bernt Laukamp
Bernt Laukamp (* 1946) ist ein deutscher Jazzposaunist (auch Bassposaune, Tuba und Sousaphon) und Komponist.

## Leben und Wirken
Laukamp erlernte zunächst mit vier Jahren Mundharmonika, später Klavier, dann Gitarre. Mit fünfzehn Jahren wechselte er unter dem Eindruck von Dixieland-Erfahrungen zur Posaune und gründete mit den Star Street Stompers eine erste Band. In den nächsten Jahren spielte er Dixieland, Swing, Blues, Bebop und Soul Jazz. Er studierte an der Musikhochschule Köln bei Vinko Globokar Posaune und interessierte sich zunehmend für Neue Musik. Er arbeitete auch mit Mauricio Kagel und Clarence Barlow zusammen und spielte im von Rainer Riehn und Heinz-Klaus Metzger gegründeten Ensemble Musica Negativa, das Werke von John Cage, Morton Feldman oder Dieter Schnebel aufführte. Auch in der Gruppe Brass Art trat er als Interpret zeitgenössischer Musik hervor; 1975 nahm er auch als Mitglied eines größeren Blechbläserensembles um Vinko Globokar am Workshop Freie Musik in Berlin teil. Im gleichen Jahr wurde er Mitglied der Media Band von Harald Banter. Daneben verfolgte er eigene Projekte und war der Ko-Leiter des Ocean Orchestra, in dem Herbert Grönemeyer erstmals als Sänger auftrat. Von 1982 bis 2011 war er Mitglied der WDR Big Band Köln, mit der er an zahlreichen Albenproduktionen beteiligt war. Daneben tritt er seit 1986 mit der Atlanta Jazz Band auf.
Außerdem ist Laukamp als Komponist tätig. Er lebt mit seiner Frau, der Alte-Musik-Expertin und Hochschullehrerin Ursula Schmidt-Laukamp, im Oberbergischen.
Laukamp verabschiedete sich am 1. April 2011 mit dem im Kölner Stadtgarten veranstalteten Konzert Bernie's Tunes, an dem auch Billy Cobham beteiligt war, aus dem offiziellen Arbeitsleben mit der WDR Big Band.

## Diskographische Hinweise
- Brass Art Neue Musik für Posaunen (Aulos)
- Ocean Orchestra (mit Herbert Grönemeyer, Markus Stockhausen, Heiner Wiberny, Johannes Wawersik, Alexander Sputh, Helmut Kandlberger, Jürgen Flimm 1979)
- Atlanta Jazz Band Dream Boat (BLM)